# Strömsnäsbruk
Stömsnäsbruk ist eine Ortschaft (Tätort) in Schweden in der Gemeinde Markaryd. Sie liegt nahe der Europastraße 4, die Helsingborg mit dem Norden Schwedens, unter anderem Stockholm, verbindet und liegt im äußeren Süden in der Provinz Kronobergs län und der historischen Provinz Småland.
Der Ort liegt etwa fünfzehn Kilometer nördlich von Markaryd, dem Hauptort der Gemeinde, am See Hammarsjön. Der Ort verfügt über mehrere Geschäfte, Restaurants, Apotheken, ein Gesundheitszentrum, ein Altenheim, einen Kindergarten und eine Grundschule. Die Kirchengemeinde gehört zu Traryds socken.
Strömsnäsbruk kam nach der Kommunalreform von 1862 zur Landgemeinde Traryd, 1903 wurde daraus Strömsnäsbruk municipalsamhälle (etwa Kommunalgesellschaft). 1952 wurden die beiden Orte Traryd und Strömsnäsbruk in Traryds köping (etwa Marktgemeinde/Minderstadt) verwaltet. Seit 1971 ist der Tätort ein Teil der Gemeinde Markaryd.
Der 1897 eröffnete Bahnhof der ehemaligen Skåne-Smålands Järnväg (SSJ) wird von dem Verein Skåne-Smålands Jernvägsmuseiförening erhalten. Auf der Bahnstrecke sind im Sommer Draisinen unterwegs.

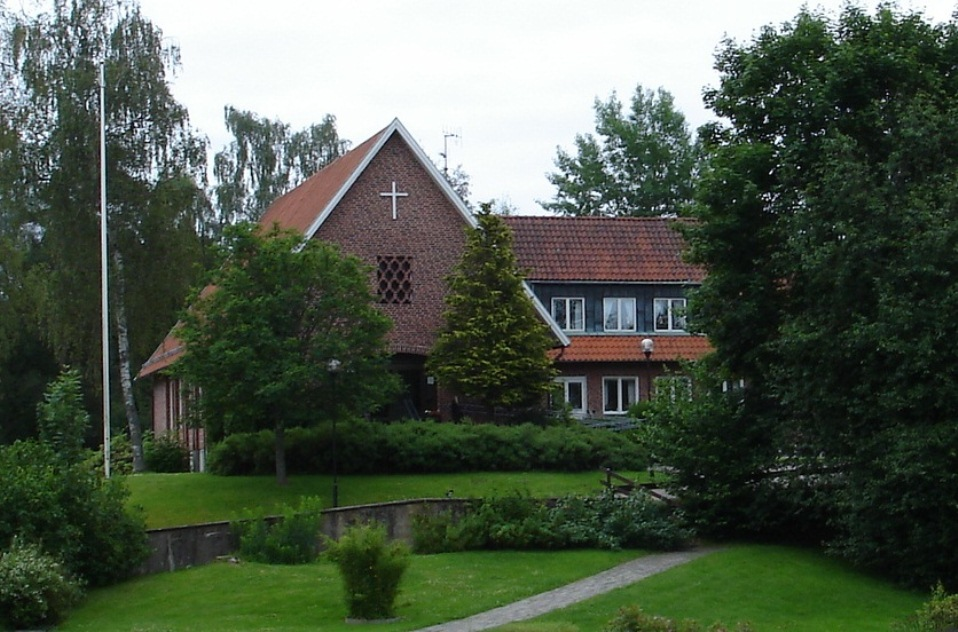
Sankt-Andreas-Kirche
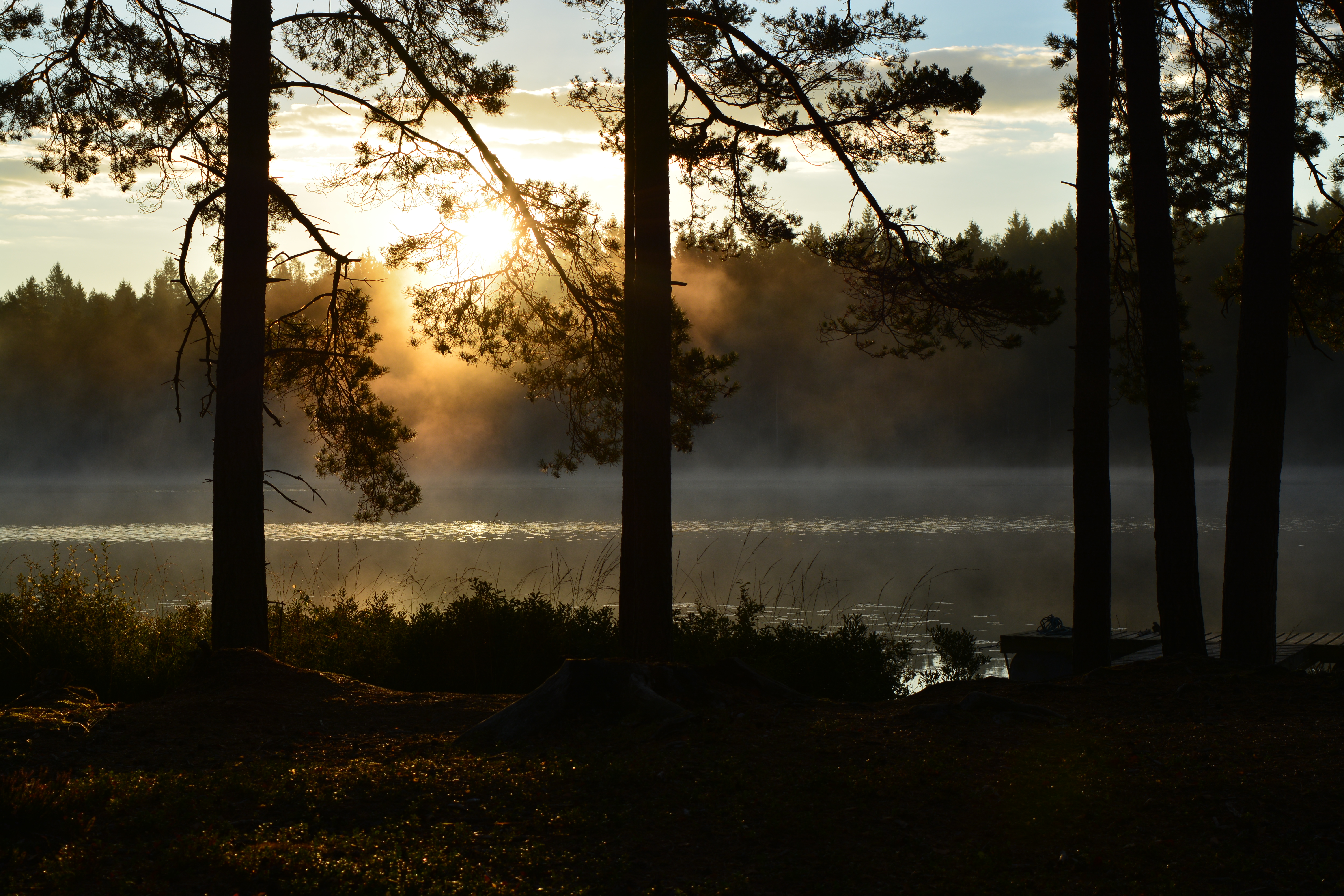
Morgenstimmung
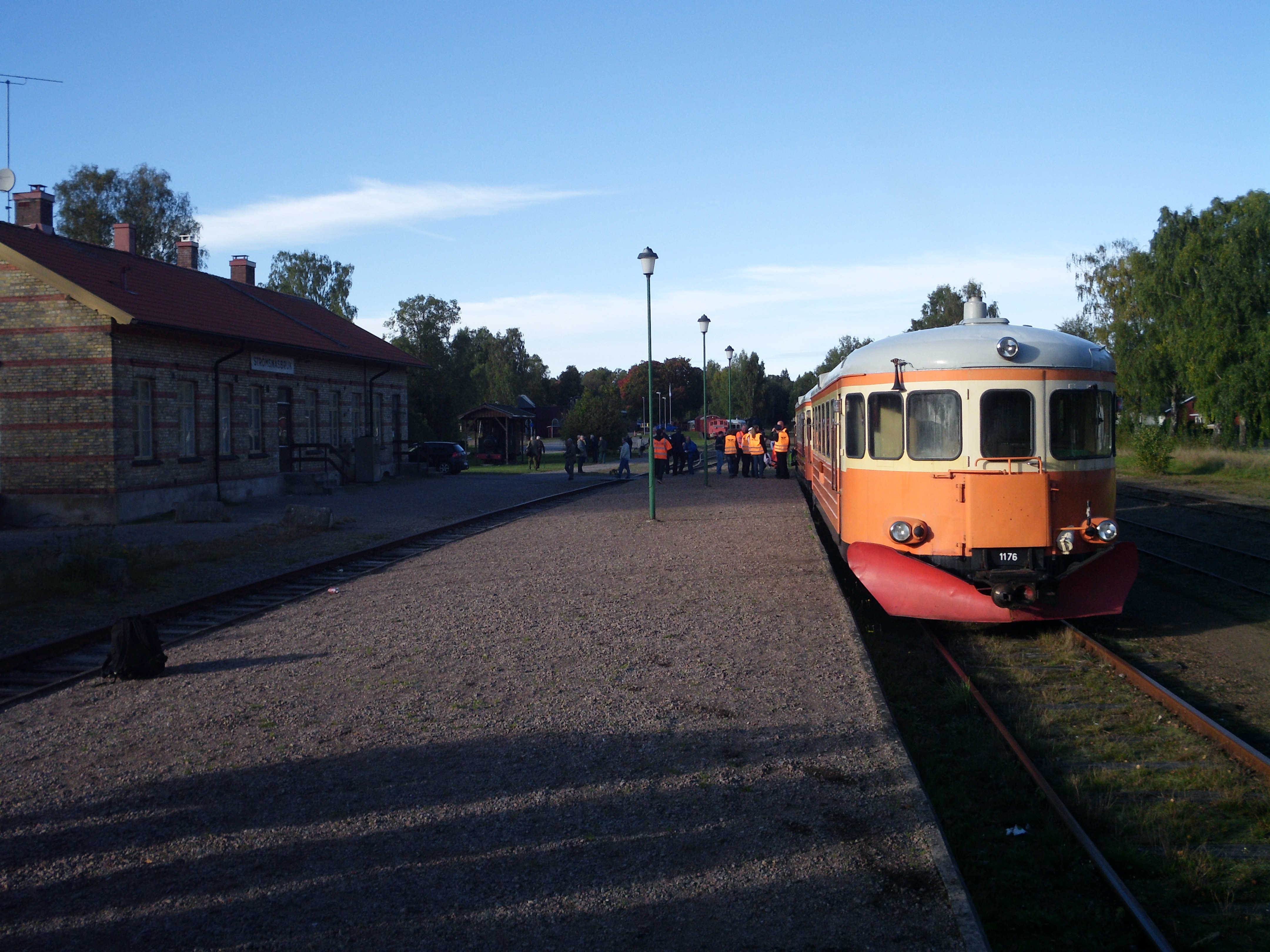
Bahnhof